# Da una casa di morti
Da una casa di morti, titolo originale Z mrtvého domu, è un'opera lirica di Leoš Janáček su libretto proprio, tratta dal romanzo di Fëdor Dostoevskij Memorie dalla casa dei morti (1862). L'opera debuttò postuma al Teatro Nazionale di Brno nel 1930, due anni dopo la morte dell'autore.

## Trama
Atto I
In un campo di prigionia in Siberia, una gelida mattina d'inverno porta la notizia che presto un aristocratico si unirà ai detenuti ("Přivednou dnes pána"). L'uomo è Alexandr Petrovitch Goryantchikov, un prigioniero politico, che il direttore della prigione fa interrogare e frustare ("Jak tě nazývají"). Gli altri prigionieri intanto hanno trovato un'aquila ferita e giocano con lei finché le guardie non li rimandano al lavoro ("Zvíře! Nedá se!"). I prigionieri si lamentano della loro sorte ("Neuvidí oko již") e uno di loro, Skuratov, rammenta la sua vita a Mosca ("Já mlada na hodech byla"); un altro, Luka Kuzmitch, racconta di quando aveva incitato una ribellione e ucciso una guardia nel campo di prigionia in cui si trovava prima ("Aljeja, podávej nitku"). Terminata la fustigazione, Gorayantchikov viene portato tra gli altri, quasi tramortito ("Alijaja!Niti!")
Atto II
Gorayantchikov ha fatto amicizia con il giovane tartaro Alyeya, gli chiede della sua famiglia e si offre di insegnargli a leggere e scrivere ("Milý, milý Aljeja"). Terminato il lavoro, i carcerati si preparano per la festa e un prete benedice il fiume e il cibo ("Alexandr Petrovič, bude prazdnik"). Skuratov racconta il motivo per cui si trova lì: era innamorato di una giovane donna tedesca, Luisa, ma quando lei fu promessa a un anziano parente Skuratov aveva sparato al promesso sposo ("Jaj, já pustý zbytečný člověk" – "Přešel den, druhý, třetí"). Per la festa, i detenuti mettono in scena una commedia su Don Giovanni ("Dnes bude můj poslední den") e una pantomima su una figlia di un mugnaio bellissima ma infedele ("Pantomima o pěkné mlynářce"). Dopo lo spettacolo, i prigionieri provano a provocare Goryantchikov, deridendolo per il fatto che i suoi privilegi aristocratici gli permettano di bere tè anche in prigione e nella lite che segue Alyeya resta ferito ("Pěkně hráli, co?").
Atto III
Prima scena
Nell'ospedale del campo, Goryantchikov si prende cura di Alyeya, che è felice di aver imparato a leggere e scrivere ("Isak, prorok boží"). Accanto al suo letto, Luka sta morendo di tubercolosi e insulta Tchekunov per i suoi modi servili nei confronti dell'aristocratico. Shapkin racconta la storia del suo arresto, mentre Skuratov delira in preda alla pazzia ("Ó, bratři! Ta bolest, to nic!"). Durante la notte, anche Shiskov prova a raccontare la sua storia, ma viene continuamente interrotto dalle domande di Tcherevin ("Má dět'átka milá"). Shishkov era innamorato di Akulka, la figlia di un mercante, che però era innamorata di Filka Morozov, che andava in giro dicendo di averla disonorata ("Ty, pravil Filka" – "A Filka křičí"); durante la loro prima notte di nozze, Shishkov aveva scoperto che la giovane era ancora vergine, ma quando si rese conto che la moglie era ancora innamorata di Filka l'aveva uccisa ("A já byl, bratříčku, až do do svatby zpit" - "Na druhý den"). Luka muore e Shishkov si accorge solo allora che il malato era proprio Filka. I detenuti vengono interrotti da una guardia, che porta via Goryantchikov.
Seconda scena
Il direttore della prigione, ubriaco, si scusa con Goryantchikov per le frustate e gli restituisce la libertà. Proprio mentre l'aristocratico lascia il campo, i detenuti liberano l'aquila ormai guarita, per poi essere rimandati ai lavori forzati dalle guardie.